# إيلابا
إيلابا هو أحد آلهة بلاد ما بين النهرين. وهو معروف على نحو أوضح بصفته الإله الوصي لملوك الإمبراطورية الأكدية، حيث كان يقوم بدور إلههم الشخصي وإله مدينة أكد في آن واحد. تشير المصادر النصية إلى أنه كان إلهاً محارباً، وغالباً ما يُوصف بأنه مسلح بـصولجان. وما إذا كان يُفهم على أنه إله مستقل تماماً أو سلف مؤلَّه، وكذلك صلته المحتملة بالإله الأسلافي ذي الاسم المشابه في أوغاريت، ما تزال موضع جدل بين الباحثين. ولا يُذكر إيلابا في أي مصادر تسبق عهد سرجون الأكدي. وبعد نهاية الإمبراطورية الأكدية، استمرّت عبادته في مدن مختلفة من بلاد الرافدين، مثل ماري، وفي سلالة بابل الأولى أصبح الإله الوصي لحكّام خانا. كما استمر ظهوره في النصوص الأدبية التي تصف بطولات ملوك الأكديين وفي قوائم الآلهة.

## الاسم والصفة
كُتب اسم الإله إيلابا بالخط المسماري على النحو 𒀭𒀀𒂷، ويُمثَّل أيضًا بالعلامات DINGIR.A.MAL. ويُفهم الاسم على أنه مكوَّن من عنصرين: إل، وهي الكلمة العامة التي تعني "إله" أو اسم إله محدد، وأبا، أي "الأب"، وهي كلمة موثَّقة في اللغات السامية. ويمكن ترجمته إلى "إل هو الأب" أو "إل، الأب". في الماضي، لم يكن علماء الآشوريات متأكدين من قراءته، واقترحت قراءات بديلة مثل dA.MAL أو dA.BA4. كما جرت محاولات لربط الإله المقصود بـ زبابا أو مردوخ. وقد حُدِّدت القراءة الصحيحة لأول مرة عام 1969 على يد أكه و. شوبيرغ، وحظيت بالقبول في مجال علم الآشوريات في العقود التالية.
كان إيلابا إله مدينة أكد. ويُفترض أنه كان يؤدي وظيفة إله حرب. وغالبًا ما يُذكر هراوة في ارتباط به. وتذكر إحدى نقوش سرجون، المعروفة من نسخة بابلية قديمة، أن سلاح إيلابا مكّنه من الانتصار على خمسين حاكمًا آخر. ويذكر نقش آخر أن إيلابا تلقى هراوته من رأس مجمع الآلهة إنليل. وفي النصوص العائدة إلى عهد نرام سين، يظهر إيلابا كثيرًا إلى جانب إلهة حرب أخرى هي أنونيتوم، التي وُصفت في أحد المواضع بأنها "القائدة لجيوش مدينة إيلابا". وقد طُرحت فرضية أنهما كانا زوجين، لكن هذا الأمر ما يزال غير مؤكد.
يشير مانفريد كريبرنيك إلى أنه رغم استمرار الجدل الأكاديمي حول ما إذا كان إيلابا إلهًا مستقلًا أو مجرد مصطلح عام لـ "إله العائلة" أو "سلف مؤلَّه"، فإن ثبات صفاته في المصادر المعروفة، وارتباطه بمدينة محددة، ووجوده في قوائم الآلهة، تدعم الرأي الأول. ويرى جاك م. ساسون أن الفرضية القائلة بأنه كان سلفًا مؤلَّهًا، على غرار آلهة مثل إتور-مير أو يكرب-إيل، هي فرضية شائعة في الأوساط الأكاديمية، لكنه يعتبرها غير مقنعة. وقد اقترح ولفريد ج. لامبرت وجود صلة بين إيلابا والشخصية الإلهية الأجدادية في أوغاريت المسماة إليب. إلا أن دينيس باردي يرى أن طبيعة إليب لا يمكن اعتبارها مطابقة لطبيعة إيلابا، ويستبعد احتمال اشتقاق الأولى من الثانية. ويشير كريبرنيك إلى أن القبول بفكرة اشتقاق إليب من إيلابا يستلزم الافتراض بأن اسم هذا الإله قد تُرجم بعد إدخاله في مجمع آلهة أوغاريت.

## العبادة

### في العصر السرجوني
سرجون الأكدي أشار إلى الإله إيلابا على أنه إلهه الشخصي. لا يوجد دليل على عبادة إيلابا قبل فترة حكم هذا الملك، بما في ذلك الأسماء الجغرافية والأسماء الثيوفورية. أحد خلفائه، نارام سين، أشار إلى إيلابا بصفته أي «عشيرته»، وربما يُفهم مجازياً على أنه «حامٍ» أو «إله العائلة»، رغم أنه اعتبر إنليل إلهه الشخصي.
يذكر نقش لنارام سين أنه بعد توسيع إمبراطوريته غرباً «ضرب الشعوب التي منحها له الإله داجون لأول مرة، لكي يقدموا الخدمة للإله إيلابا، إلهه». ذكر داجون أمر معتاد في نقوش العصر السرجوني التي تتناول الفتوحات الغربية، إذ كان يُعتقد أن هذا الإله يمنح الملكية في منطقة الفرات الأعلى، كما تؤكد نصوص لاحقة من ماري. ليس مؤكداً ما إذا كان فرض خدمة سكان الأقاليم الشمالية الغربية لإيلابا يعني إدخاله إلى المنطقة من قبل الأسرة السرجونية، أم أنه كان موجوداً في مجمع آلهتها من قبل. النص الأصلي لهذا النقش كان على ما يبدو منقوشاً على نصب في أور، لكنه معروف للباحثين من نسخة بابلية قديمة. اللعنة المرافقة للنقش تستدعي إيلابا إلى جانب عدد كبير من الآلهة الأخرى مثل سين، نرغال، نينكاراك، ننهورساج ونيدابا. كما يُذكر إيلابا كأحد خمسة آلهة في معاهدة بين نارام سين وحاكم مجهول من عيلام، إلى جانب إشخارا، مانزات، نينكاراك ونينورتا. نص آخر، إما نسخة من نقش لنارام سين أو مؤلف أدبي لاحق يصف تمرداً ضده، يسرد إنانا، إيلابا، شولات و حانيش، شمش، وأومشو كآلهة أبلغها الملك بهزيمة المتمردين.
اسم سنة لـشار كالي شاري يذكر أنه بنى معبداً مكرساً لإيلابا في بابل قبل أن يهزم ملك الجوتيين المسمى سارلاغاب. لكن اسمه الطقسي غير معروف. يرى أندرو ر. جورج أن إيلابا شارك المعبد مع أنونيتوم، لكن Paul-Alain Beaulieu يرى أن اسم السنة يذكر كلا الإلهين ولكنه يشير إلى بناء معبدين منفصلين. حتى عام 2017، ظل هذا اسم السنة أقدم إشارة معروفة إلى مدينة بابل، مكتوبة هنا كـ KÁ.DINGIRki، وهي صيغة استمرت لاحقاً وتعتمد على تأثيل شعبي يفسر اسم المدينة بأنه «بوابة الآلهة». ربما وُجد معبد لإيلابا أيضاً في سيبار، كما أقامت كاهنة ereš-dingir مكرسة له في كرسو. وهناك أيضاً إشارة إلى كهنة sanga لخدمته.

### الفترات اللاحقة
أشار إريدوبيزير، ملك الجوتيين، إلى إيلابا بصفته illat-śu، على نحو مشابه لما فعله نارام سين.
استمرت عبادة إيلابا في الفترات اللاحقة، كما تدل على ذلك الأسماء الثيوفورية التي تستحضره، ومنها اسم إنسي مدينة آشور في عهد سلالة أور الثالثة، إيلابا-AN.DÙL. عُرفت أمثلة كثيرة من ماري، حيث يظهر في عشرة أنواع من الأسماء الثيوفورية الذكورية من سلالة بابل الأولى. ومنها: أنا-إيلابا-تكلّاكو («أنا أثق بإيلابا»)، إيدن-إيلابا («إيلابا قضى بالعدل»)، بوزور-إيلابا («تحت حماية إيلابا») وقيشتي-إيلابا («عطيتي من إيلابا»). ويعود أقدم ذكر معروف لإيلابا في هذه المدينة إلى قائمة قرابين من فترة الشاككاناكو. كما وُجد ختم بابلي قديم من تل حداد يحمل اسم شخص يدعى بوزور-إيلابا، ابن إيلابا-ناصر، وصف نفسه بأنه خادم نارام سين ملك إشنونا. وهناك أيضًا رجل اسمه الثيوفوري يستحضر إيلابا هو إبقو-إيلابا، كان والد ذكِر-إليشُو، أحد خدم نور أداد ملك لارسا، وقد عُرف من ختم منقوش باسم ابنه.
بدءًا من الجزء الأخير من الفترة البابلية القديمة، اتخذ حكام خانا إيلابا إلهًا حاميًا لهم. وتحمل عدة أختام ملكية من هذه المنطقة إهداءً له وللإله داجون، وإن اختلفت الصيغة، ومن الأمثلة المعروفة: «حبيب إيلابا وداجون»، وإنسي داجون وإيلابا، و«خادم إيلابا وداجون».
كما حُدد مرجع محتمل لإيلابا في قائمة قرابين من إيمار، رغم أن هوية الإله المقصود غير مؤكدة في هذه الحالة. ويفترض غاري بيكمان أن الاسم يُقرأ هنا dA-ba، وأنه يشير إلى إله من أصل سامي غربي. وقد وُجد الإله الإيماري هذا في النصوص الطقسية وفي الأسماء الثيوفورية في مدونة نصوص إيمار.